# Bardhyl Demiraj
Bardhyl Demiraj (ur. 18 marca 1958 w Tiranie) – albański językoznawca i albanista.

## Życiorys
W 1976 roku ukończył szkołę średnią w Tiranie, odbył następnie studia z zakresu albanistyki i rumunistyki na Państwowym Uniwersytecie Tirany, a w latach 1984–1986 studiował indoeuropeistykę na Uniwersytecie Wiedeńskim. 19 września 1994 roku uzyskał doktorat, a 29 lutego 2000 otrzymał tytuł profesora nadzwyczajnego.
W latach 1982–1991 był asystentem w Instytucie Lingwistyki i Literatury Akademii Nauk Albanii, następnie korzystał ze stypendiów Fundacji Alexandra von Humboldta oraz Holenderskiej Organizacji Zastosowań Nauki, w ramach których prowadził badania naukowe na uniwersytetach w Bonn i w Lejdzie.
Od 2001 do 2024 roku pracował na Uniwersytecie Ludwika i Maksymiliana w Monachium jako kierownik katedry albanistyki, przeszedł następnie na emeryturę. Jednocześnie redagował czasopisma Albanische Forschungen oraz Hylli i Dritës.
Członek honorowy Akademii Nauk Albanii.